# منتخب زنجبار لكرة القدم للسيدات
منتخب زنجبار لكرة القدم للسيدات (بالإنجليزية: Zanzibar women's national football team)‏ هو ممثل زنجبار الرسمي في المنافسات الدولية في كرة القدم للسيدات، يديريه اتحاد زنجبار لكرة القدم. تأسس في 1988.